# Samuel D. Berger
Samuel David Berger (* 6. Dezember 1911 in Gloversville, New York; † 12. Dezember 1980 in Washington, D.C.) war ein US-amerikanischer Diplomat, der unter anderem zwischen 1961 und 1964 Botschafter in Südkorea sowie von 1968 bis 1972 stellvertretender Botschafter in Südvietnam war.

## Leben
Samuel David Berger stammte aus einer orthodoxen jüdischen Familie und war ein Sohn von Harry I. Berger und Bess Cohen Berger sowie ein jüngerer Bruder des Schriftstellers Graenum Berger und von Milton Berger. Er begann 1934 ein Studium der Wirtschaftswissenschaften und Philosophie an der University of Wisconsin–Madison, das er 1938 mit einem Bachelor of Philosophy (B.Phil.) am Lehrstuhl von Selig Perlman beendete. Danach absolvierte er von 1938 bis 1939 einen Studienaufenthalt an der London School of Economics (LSE) und war während dieser Zeit auch als Wissenschaftler (Fellow) am Social Science Research Council (SSRC) tätig. Im Anschluss war er zwischen 1940 und 1941 Arbeitsmarkt-Experte bei der Federal Security Agency (FSA), eine Bundesagentur, die für Lebensmittel- und Arzneimittelsicherheit, die Bildungsfinanzierung und die Verwaltung von Programmen im Bereich der öffentlichen Gesundheit und des Altersrentenplans der Behörde für soziale Sicherheit SSB (Social Security) zuständig war. Anschließend war er von 1941 bis 1942 Arbeitsmarktökonom bei der Behörde für Kriegsproduktion WPB (War Production Board) sowie zwischen 1942 und 1944 Berater für Arbeitsmarktfragen im Office of Lend-Lease Administration, der für das Leih- und Pachtgesetz zuständigen Verwaltungsbehörde. Danach versah er während des Zweiten Weltkrieges von 1944 bis 1945 Militärdienst in der US Army und wurde zuletzt zum Hauptmann (Captain) befördert.
1945 trat Berger als Foreign Service Officer in den diplomatischen Dienst des US-Außenministeriums und war anfangs Attaché sowie daraufhin von 1947 bis 1950 Konsul sowie Erster Sekretär an der Botschaft im Vereinigten Königreich. Er war von 1953 bis 1954 Botschaftsrat an der Botschaft in Japan sowie zwischen 1954 und 1958 Botschaftsrat an der Botschaft in Neuseeland, ehe er von 1958 bis 1961 Botschaftsrat an der Botschaft in Griechenland war. Am 12. Juni 1961 wurde er als Nachfolger von Walter P. McConaughy zum Botschafter in Südkorea ernannt und übergab dort am 27. Juni 1961 sein Beglaubigungsschreiben. Er verblieb auf diesem Posten bis zum 10. Juli 1964 und wurde danach von Winthrop G. Brown abgelöst. Nach seiner Rückkehr 1964 war er zunächst stellvertretender Kommandant für Auswärtige Angelegenheiten des National War College (NWC) in Fort Lesley J. McNair sowie danach bis 1968 stellvertretender Leiter der Unterabteilung für den Fernen Osten (Deputy Assistant Secretary of State for Far Eastern Affairs). Zuletzt war er zwischen Februar 1968 und 1972 stellvertretender Botschafter in Südvietnam.
Samuel Berger war zweimal verheiratet, und zwar in erster Ehe bis zu deren Tode 1967 mit Margaret Berger. Am 14. Januar 1969 heiratete er in zweiter Ehe Betty Lee Pressey, Witwe von Konteradmiral George Pressey. Er verstarb an einer Krebserkrankung im Walter Reade Army Medical Hospital und wurde auf dem Nationalfriedhof Arlington beigesetzt.

## Hintergrundliteratur
- Graenum Berger: A Not So Silent Envoy: A Biography of Ambassador Samuel David Berger, 1992, ISBN 0-9635-6410-2